# Eutropia (emperatriz)
Eutropia (fallecida después de 325) fue una emperatriz romana consorte, esposa del emperador Maximiano. Era de origen sirio.

## Matrimonio con Maximiano y descendencia
A finales del siglo III, se casó con Maximiano, aunque la fecha exacta de este matrimonio es insegura. De Maximiano, tuvo dos hijos, un niño, Majencio (h. 277-287), quien fue emperador romano de Occidente en el período 306-312 y una niña, Fausta (h. 298), quien fue esposa de Constantino I, y madre de seis hijos suyos, incluyendo los Augustos Constantino II, Constancio II y Constante.

## ¿Otra hija?
Hay ciertas dudas de si Flavia Maximiana Teodora, que se casó con Constancio I Cloro, era la hija de Eutropia de un marido anterior o si era una hija de Maximiano de una esposa anterior cuyo nombre se desconoce.